# Liste der Äbtissinnen von Hof
Die Liste der Äbtissinnen von Hof stellt die Abfolge der Äbtissinnen des Hofer Klosters vor.
Das Kloster der Klarissen in Hof grenzte unmittelbar an das Franziskanerkloster. Es wurde Ende des 13. Jahrhunderts von lokalen Adeligen gegründet und von den herrschenden Grafen von Orlamünde und den Nürnberger Burggrafen bzw. Markgrafen aus dem Haus der fränkischen Hohenzollern unterstützt. Die Äbtissinnen stammten aus diesen beiden Familien und aus namhaften lokalen Adelsfamilien. Die Geschichte des Klosters weist in diesen Punkten Parallelen zu dem nicht weit entfernten Kloster Himmelkron auf, einer Niederlassung von Zisterzienserinnen. Beide Klöster wurden als Folge der Reformation aufgelöst.
Die Abfolge der Äbtissinnen wurde bereits von verschiedenen Hofer Historikern untersucht, darunter Kaspar Brusch, Enoch Widmann, Johann Christoph Weiß, Georg Wilhelm Kirsch und Dietlein und Jäger. Neuere Forschungen konnten nicht alle Überlieferungen bestätigen, haben aber auch weitere Erkenntnisse ans Licht gebracht. Aus diesem Grund existieren verschiedene ältere Versionen von Listen. Insbesondere erscheinen in früheren Listen die Personen Agnes von Orlamünde, Tochter von Otto VIII. († 1334), Herr auf Burg Lauenstein und Anna von Orlamünde.

## Liste der Äbtissinnen von Hof
| Nr. | Name                                 | Amtszeit            | Anmerkung | Wappen         |
| --- | ------------------------------------ | ------------------- | --- | -------------- |
| 01  | Gertrud von Uttenhofen               | ab 1348             | Gertrud stammte aus der Familie von Uttenhofen. Sie war eine geborene von Murring. Als Witwe stiftete sie zusammen mit ihren Schwestern Margarethe und Thecla († 24. Februar 1378) und Tochter Katharina das Kloster. Unter den Zeugen befand sich Heinrich von Kotzau. |                |
| 02  | Thecla von Murring                   | bis 1378            | Thecla († 24. Februar 1378) stammte aus der Familie von Murring und war eine Schwester der Gertrud von Uttenhofen. |                |
| 03  | Heilnisch (Adelheid) von Wiedersberg | 1378 bis vor 1385   | |                |
| 04  | Elisabeth Sunterin von Eger          | 1385–1392           | |                |
| 05  | Katharina von Nürnberg               | 1391–1409           | Katharina stammte aus dem Haus der fränkischen Hohenzollern und war eine Tochter des Nürnberger Burggrafen Friedrich V. und der Elisabeth von Meißen. Ähnlich der Entwicklung im Kloster Himmelkron mit Anna von Nürnberg kam zu einer Besetzung des Amtes der Äbtissin mit Töchtern der Nürnberger Burggrafen. | Familienwappen |
| 06  | Agnes von Nürnberg                   | 1409–1430 oder 1431 | Agnes stammte aus dem Haus der fränkischen Hohenzollern und war die Schwester ihrer Vorgängerin Katharina von Nürnberg. 1430 führte die Bedrohung durch die Hussiten zur Flucht der Klosterschwestern nach Eger, heute Cheb. | Familienwappen |
| 07  | Elisabeth Zugenreuther               | 1432–1435           | |                |
| 08  | Helene von Weimar-Orlamünde          | 1435–1465           | Helene von Weimar-Orlamünde stammte aus einer späten Seitenlinie der Grafen von Weimar-Orlamünde und zählte zu den letzten Namensträgern des Geschlechts. Sie war eine Tochter des Grafen Otto X. auf Burg Lauenstein und Lukardis, geborene von Gera. In der Stammliste der Grafen von Orlamünde nach Reitzenstein wird Helene 1415 als Nonne in Hof erwähnt und hatte noch eine Schwester Anna, die als Nonne in Ilm und in Hof weilte. | Familienwappen |
| 09  | Katharina von Kotzau                 | 1467–1476           | Katharina stammte nach dem Genealogen Alban von Dobeneck aus der Hauptlinie der ritteradeligen Familie von Kotzau mit ihrem Stammsitz im heutigen Oberkotzau. Longa von Kotzau war eine weitere Äbtissin des Geschlechtes, sie befand sich im nahegelegenen Kloster Himmelkron der Zisterzienserinnen. | Familienwappen |
| 10  | Margaretha von Brandenburg           | 1476–1490           | Margarete stammte als Tochter des Albrecht Achilles aus dem Haus der fränkischen Hohenzollern. Sie war zunächst für eine Heirat mit Kaspar von Zweibrücken vorgesehen, entschied sich aber für das Klosterleben. Als Äbtissin ließ sie ein Urbar anlegen. | Familienwappen |
| 11  | Agnes von Hirschberg                 | 1490–1519           | Agnes stammte aus der Familie von Hirschberg. | Familienwappen |
| 12  | Ursula von Dobeneck                  | 1519/20–1535        | Ursula stammte aus der Familie von Dobeneck. | Familienwappen |
| 13  | Veronika von Dölau                   | 1541–1549           | Veronika stammte aus dem vogtländischen und meißnischen Adelsgeschlecht der von Dölau. Die Familie stellte beinahe zeitgleich im nahegelegenen Kloster Himmelkron mit Margarethe von Döhlau, die sich zuvor auch im Hofer Kloster aufhielt, die letzte Äbtissin der dortigen Zisterzienserinnen. Das Kloster der Klarissen in Hof hat zwar in einem protestantisch gewordenen Raum die Reformation überdauert, aber an Bedeutung verloren. Dennoch baute Veronika als Äbtissin 1542 noch ein neues Verwalterhaus. | Familienwappen |
| 14  | Amalie von Hirschberg                | 1549–1564           | Amalie stammte aus der Familie von Hirschberg. Das Kloster der Klarissen in Hof hatte zwar die Reformation überdauert, aber zunehmend an Bedeutung verloren. Während der Belagerung der Stadt Hof 1553 im Zweiten Markgrafenkrieg flüchteten die Klosterschwestern nach Eger, heute Cheb. Als Amalie selbst schließlich 1564 verstarb, fielen Protestanten in das Kloster ein und verwüsteten das Inventar, die Kirche samt dem Archiv und selbst die Grüfte wurden geplündert. Markgraf Georg Friedrich säkularisierte das Kloster und verwendete die Einkünfte für Stiftungen und Stipendien. Die Klostergebäude erfuhren seitdem höchst unterschiedliche Nutzungen. | Familienwappen |